# Ferruccio Campagnolo
Ferruccio Campagnolo (Gorizia, 20 febbraio 1954) è un ex calciatore italiano, di ruolo centrocampista.

## Carriera
Mediano destro, disputa con il L.R. Vicenza la stagione 1972-1973, esordendo in Serie A il 12 novembre 1972 nella partita casalinga contro il Bologna (0-0), nella quale subentra ad inizio ripresa a Montefusco, e scendendo in campo in altre quattro partite, in due occasioni da titolare. L'ultima presenza nella squadra veneta il 7 gennaio 1973, nella sconfitta per 2-0 sul campo della Ternana.